# Jürgen Kluge (Manager)
Jürgen Kluge (* 2. September 1953 in Hagen) ist ein deutscher Manager, Unternehmensberater und Physiker. Er ist seit 2012 als selbständiger Unternehmensberater tätig und Senior Advisor bei Bank of America Merrill Lynch.

## Leben
Nach dem Studium der Physik in Köln und der Promotion in Essen kam er 1984 als Berater zur Unternehmensberatung McKinsey & Company. Bereits 1989 schaffte Kluge den Sprung zum Partner, 1995 folgte die Wahl zum Direktor. 1999 wurde er Nachfolger von Herbert Henzler als Leiter des deutschen Büros (inklusive Österreich). Dieses Amt hatte er bis Ende 2006 inne. Die Klienten von Jürgen Kluge stammen überwiegend aus der Automobil- und Elektroindustrie sowie aus dem Maschinenbau.
Seit 2004 ist Kluge als Honorarprofessor für die Technische Universität Darmstadt tätig.
Jürgen Kluge war von Januar 2010 bis August 2012 Vorstandsvorsitzender der Franz Haniel & Cie. GmbH. Anfang November 2011 wurde bekannt, dass Kluge seinen Ende 2012 auslaufenden Vertrag nicht verlängern wird. Zuvor hatte es wiederholt Berichte über interne Querelen innerhalb der Konzernführung gegeben. Mehrere Spitzenmanager, darunter Metro-Chef Eckhard Cordes, verließen daraufhin das Unternehmen.
Seit September 2012 ist er selbständiger Unternehmensberater und Senior Advisor der Bank of America Merrill Lynch.
Im August 2013 wurde Kluge zum finnischen Honorarkonsul für Nordrhein-Westfalen und Rheinland-Pfalz mit Sitz in Düsseldorf ernannt.
Im Januar 2016 übernahm Kluge den Vorsitz der Stiftung Lindauer Nobelpreisträgertagungen, er ist zudem Mitglied des Kuratoriums für die Tagungen der Nobelpreisträger in Lindau.

## Aufsichtsratsmandate
- Schmitz Cargobull AG, Aufsichtsratsvorsitzender (Juni 2013 – September 2019)
- Celesio AG, Aufsichtsratsvorsitzender (Januar 2010 – Dezember 2012)[5]
- TAKKT AG, stellvertretender Aufsichtsratsvorsitzender (Mai 2010 – September 2012)[6]
- Metro AG, Aufsichtsratsvorsitzender (5. Mai 2010 bis 17. Oktober 2011)[7][8]
- SMS Holding GmbH, Mitglied des Aufsichtsrats[9] (2010–2013)

## Werke
In zahlreichen Aufsätzen und Vorträgen beschäftigt sich Kluge mit Technologie- und Innovationsmanagement. Im Bereich Bildung hat er drei Bücher veröffentlicht:
- Die Bildung der Zukunft (2004)
- Schluss mit der Bildungsmisere (2003)
- Die Zukunft der Bildung (2002).